# Ranielle Ribeiro
Ranielle Damaceno Ribeiro (Natal, 25 de agosto de 1980) é um treinador de futebol e ex-jogador de futsal brasileiro. Atualmente está sem clube.

## Carreira

### Início
Nascido em Natal, capital do Rio Grande do Norte, Ranielle nunca chegou a se profissionalizar no futebol; desde a escola jogava futsal, até chegar ao profissional do América de Natal, onde atuou de 2000 até 2004. No ano de 2004 possuía cinco empregos: era professor de futsal em dois colégios, professor de futebol no Colégio Ary Parreiras, no qual foi campeão dos Jogos Escolares de 2004, jogava pelo América e era preparador físico do rival ABC. Até que, no mesmo ano, recebeu do ex-técnico Ferdinando Teixeira a proposta de ser preparador físico no Botafogo-PB, e assim, seguiu para a Paraíba.

### Guamaré e Treze
Porém, com três meses no Botafogo, estava desempregado e com salários atrasados. Depois seguiu com Ferdinando Teixeira e passou por clubes como CSA e Ceará. Em 2006 chegou a vestir as cores do ABC no futsal, sendo vice-campeão da Liga Nordeste. Após rodar por vários clubes no Nordeste, recebeu uma ligação do Guamaré e aceitou a proposta de integrar a comissão técnica do clube, que naquele ano havia conquistado o acesso à primeira divisão do Campeonato Potiguar. Logo após o acesso, Ranielle trabalhou com Paulo Morini no Treze, e depois retornou ao Guamaré no Campeonato Potiguar de 2007, em que o clube acabou rebaixado.

### ABC
Com o término da competição, Ranielle foi convidado por Ferdinando Teixeira para ser seu preparador físico no ABC. Além de preparador, passou a trabalhar como membro fixo da comissão técnica do clube. Em 2016, durante o Campeonato Potiguar, assumiu o time interinamente após a demissão do técnico Narciso.
Assumiu o alvinegro potiguar em julho de 2017, mais uma vez interinamente, desta vez por conta da demissão do técnico Geninho. Ranielle comandou o time no dia 22 de julho, sob os olhares do novo técnico Márcio Fernandes, na derrota por 2 a 1 contra o Criciúma, em jogo válido pela Série B. Comandou novamente o time interinamente, até a contratação de Itamar Schülle para o cargo de treinador. No entanto, Schülle entregou o cargo oito rodadas depois, e restou a Ranielle a missão de evitar o rebaixamento do ABC para a Série C de 2018. Mesmo obtendo resultados expressivos (cinco vitórias, um empate e quatro derrotas), o interino não conseguiu evitar o rebaixamento do Mais Querido, que teve sua queda decretada ainda em outubro.
Com o término da Série B, Ranielle deixou claro a opção de seguir a carreira como treinador. Em novembro do mesmo ano, a diretoria do ABC anunciou a efetivação de Ranielle ao cargo de técnico para a temporada de 2018.
No dia 18 de março, após o Santa Cruz de Natal vencer o América-RN por 2 a 1, foi confirmado o título antecipado do segundo turno ao ABC. Por já ter vencido o primeiro turno, o Mais Querido foi campeão estadual pela 55ª vez em sua história, conquistando o tricampeonato consecutivo. Esse foi o primeiro título oficial de Ranielle sob o comando do alvinegro e o primeiro da sua carreira como técnico.

### Santa Cruz
Foi anunciado pelo Santa Cruz no dia 14 de outubro de 2022, chegando para comandar o tricolor do Arruda na temporada 2023. Estreou oficialmente pelo clube no dia 5 de janeiro, na vitória por 2 a 0 contra o Caucaia, em jogo válido pela pré-Copa do Nordeste.
Após uma derrota por 4 a 0 para o Fortaleza, no Arruda, Ranielle foi demitido do Santa Cruz no dia 23 de março. Cobrado pelos maus resultados na temporada, o treinador comandou a equipe em 21 partidas e obteve um aproveitamento de 44%: seis vitórias, dez empates e cinco derrotas.

### Serra Branca
No dia 10 de julho de 2023, foi anunciado como novo técnico do Serra Branca.

### Ferroviário
Em 6 de agosto de 2024, foi contratado pelo Ferroviário para comandar o clube na Série C.

## Títulos

### Como preparador físico
ABC
- Campeonato Potiguar: 2007, 2008, 2010, 2011, 2016 e 2017
- Campeonato Brasileiro - Série C: 2010

### Como treinador
ABC
- Copa Cidade de Natal: 2018 e 2019
- Copa RN: 2018
- Campeonato Potiguar: 2018

Campinense
- Campeonato Paraibano: 2021 e 2022

#### Prêmios individuais
- Seleção do Campeonato Potiguar: 2018
- Seleção do Campeonato Paraibano: 2021 e 2022

## Campanhas de destaque

### Como preparador físico
ABC
- Copa do Nordeste: 2010 (vice-campeão)
- Campeonato Brasileiro - Série C: 2016 (3º colocado)